# العلاقات الغابونية العمانية
العلاقات الغابونية العمانية هي العلاقات الثنائية التي تجمع بين الغابون وسلطنة عمان.

## مقارنة بين البلدين
هذه مقارنة عامة ومرجعية للدولتين:
| وجه المقارنة                                              | الغابون                        | سلطنة عمان    |
| --------------------------------------------------------- | ------------------------------ | ------------- |
| المساحة (كم2)                                             | 267.67 ألف                     | 309.50 ألف    |
| عدد السكان (نسمة)                                         | 2.03 مليون                     | 4.64 مليون    |
| الكثافة السكانية (ن./كم²)                                 | 7.58                           | 14.99         |
| العاصمة                                                   | ليبرفيل                        | مسقط          |
| اللغة الرسمية                                             | لغة فرنسية                     | اللغة العربية |
| العملة                                                    | فرنك وسط أفريقي                | ريال عماني    |
| الناتج المحلي الإجمالي (بليون دولار)                      | 14.62 مليار                    | 72.64 مليار   |
| الناتج المحلي الإجمالي (تعادل القوة الشرائية) بليون دولار | 34.65 مليار                    | 179.49 مليار  |
| الناتج المحلي الإجمالي الاسمي للفرد دولار أمريكي          | 8.27 ألف                       | 15.55 ألف     |
| الناتج المحلي الإجمالي للفرد دولار أمريكي                 | 19.43 ألف                      | 38.63 ألف     |
| مؤشر التنمية البشرية                                      | 0.684                          | 0.793         |
| رمز المكالمات الدولي                                      | +241                           | +968          |
| رمز الإنترنت                                              | .ga                            | عمان          |
| المنطقة الزمنية                                           | ت ع م+01:00، توقيت غرب أفريقيا | ت ع م+04:00   |

## منظمات دولية مشتركة
يشترك البلدان في عضوية مجموعة من المنظمات الدولية، منها:
| علم المنظمة | اسم المنظمة                               | تاريخ انضمام الغابون | تاريخ انضمام سلطنة عمان |
| ----------- | ----------------------------------------- | -------------------- | ----------------------- |
|             | يونسكو                                    | 16 نوفمبر 1960       | 10 فبراير 1972          |
|             | الفريق المعني برصد الأرض                  | ?                    | ?                       |
|             | مؤسسة التمويل الدولية                     | 20 أكتوبر 1970       | 1973                    |
|             | منظمة التعاون الإسلامي                    | ?                    | 1970                    |
|             | المركز الدولي لتسوية المنازعات الاستشارية | 14 أكتوبر 1966       | 1995                    |
|             | منظمة حظر الأسلحة الكيميائية              | ?                    | ?                       |
|             | مؤسسة التنمية الدولية                     | 4 نوفمبر 1963        | 1973                    |
|             | منظمة التجارة العالمية                    | ?                    | 2000                    |
|             | وكالة ضمان الاستثمار متعدد الأطراف        | 26 مارس 2003         | 1989                    |
|             | الاتحاد البريدي العالمي                   | ?                    | ?                       |
|             | الاتحاد الدولي للاتصالات                  | 28 ديسمبر 1960       | 28 أبريل 1972           |
|             | منظمة الشرطة الجنائية الدولية             | ?                    | ?                       |
|             | الأمم المتحدة                             | 20 سبتمبر 1960       | 7 أكتوبر 1971           |
|             | البنك الدولي للإنشاء والتعمير             | 10 سبتمبر 1963       | 1971                    |

## وصلات خارجية
- موقع وزارة الخارجية العمانية